# Zvonimir Begić
Zvonimir Begić (Glina, 30. januar 1910 — Beograd, 15. april 1971) bio je pravnik i član Centralnog nacionalnog komiteta.

## Biografija
Rođen je 30. januara 1910. godine u Glini od oca Milana i majke Ljubice Begić (rođene Petrać). Doktorirao je pravo na fakultetu u Zagrebu 1933. godine. Krajem 1939. premešten je u centralnu banku u Beogradu, gde ga je zateko Drugi svetski rat. Pristupio je Centralnom nacionalnom komitetu, organizaciji generala Draže Mihailovića i tu je sarađivao u borbi protiv Nemaca sve do septembra 1943, kada ga je otkrio Gestapo. Zajedno sa Vladimirom Predavcem pobegao je iz Beograda u vrhovnu komandu Draže Mihailovića. Njegovu suprugu, Anu Begić, Gestapo je uhapsio i držao u zatvoru do februara 1944.
Marta 1944. Begić je prebačen u okolinu Obrenovca u komanadu severnih pokrajina sa zadatkom da nadgleda otpor protiv ustaša. Oktobra iste godine prešao je u Bosnu, odakle je krajem 1944. ponovo prebačen u vrhovnu komandu generala Mihailovića.
Predao se narodnim vlastima 6. juna 1945, nakon čega je odveden pred vojni sud u Beogradu koji ga je osudio na 3 godine strogog zatvora i 2 godine gubitka građanskih prava. Kaznu je izdržavao u kazneno-popravnim domovima u Požarevcu i Sremskoj Mitrovici, a na slobodu je pušten 6. juna 1948.
Do smrti, 15. aprila 1971, radio je kao ekonomski i pravni savetnik Savezne privredne komore u Beogradu.